# 雷格皮爾角
63°19′S 57°54′W / 63.317°S 57.900°W
雷格皮爾角（英語：Cape Legoupil）是南極洲的海岬，位於葛拉漢地的特里尼蒂半島，處於休昂灣入口處的東北面，是施密特半島的終點，由法國探險隊發現，現時由南極條約體系管理。